# Henry Calvin
 (octobre 2023).
Si vous disposez d'ouvrages ou d'articles de référence ou si vous connaissez des sites web de qualité traitant du thème abordé ici, merci de compléter l'article en donnant les références utiles à sa vérifiabilité et en les liant à la section « Notes et références ».
Pour les articles homonymes, voir Calvin.
Henry Calvin, né le 25 mai 1918 à Dallas (Texas), où il meurt le 6 octobre 1975, est un acteur comique américain, connu surtout pour son rôle du sergent Garcia dans la série télévisée Zorro de Walt Disney Productions.

## Biographie
Né Wimberly Meyer  Calvin Goodman, dans l'enfance, il chante déjà dans la chorale de son église et est souvent le principal soliste; plus tard, il devient un bon baryton. Après avoir terminé ses études à l'école publique, il obtient ses diplômes à l'université Southern Methodist University de Dallas avant de poursuivre une carrière d'acteur et de chanteur.
En 1950, Henry Calvin présente une émission à la radio NBC et apparaît à Broadway (particulièrement dans la comédie musicale Kismet (en)) avant d'assurer son plus fameux rôle pour le petit écran.
Le sergent Demetrio Lopez Garcia, interprété par Henry Calvin dans Zorro, est le partenaire comique de Zorro (Don Diego de la Vega) joué par l'acteur Guy Williams et son alter ego. Ami de Don Diego, adversaire malgré lui de Zorro, Garcia est souvent son propre pire ennemi à cause de son fort penchant pour la nourriture et la boisson. Mais, Diego / Zorro se débrouille toujours pour le garder précieusement en vie et dans ses fonctions de sergent car il lui est finalement très utile. Avec sa riche voix de baryton, Henry participa aussi à de nombreux interludes musicaux pendant le déroulement de la série, des chansons à boire aux sérénades, et même un duo avec Annette Funicello dans un épisode. Il est très populaire et finalement vole souvent la vedette à Diego / Zorro.
Après l'arrêt de la série en raison des conflits entre Disney et ABC, il reprend le rôle de Garcia dans les quatre longs métrages qui ont été diffusés dans Walt Disney's Wonderful World of Color en 1960 et 1961.
Après Zorro et son contrat avec Disney terminé, Calvin apparaît dans de nombreux épisodes des séries télévisées des années 1960 comme Des agents très spéciaux en 1964 ou Mannix en 1967.
En 1960, Henry Calvin interprète aussi dans le film Le Clown et l'Enfant le conducteur de chariot bourru Ben Cotter, ami et protecteur de Toby. Sam Treat, un autre guide de Toby dans le film, clown et dresseur d'animaux, est joué par Gene Sheldon, une autre vedette dans Zorro, le muet Bernardo. Toby Tyler est joué par Kevin Corcoran, un jeune acteur prometteur des studios Disney à cette époque. Les trois acteurs sont apparus dans un autre film de Disney, en 1961 Le Pays des jouets.
Henry chante la chanson pour enfants Never Smile at a Crocodile pour les disques Disneyland, un enregistrement qui a été plus tard réédité dans le CD audio Peter Pan. Il chante aussi Slowly He Sank To The Bottom of the Sea dans Le Pays des jouets.
Il garde des contacts avec les autres membres de l'équipe de Zorro, et voyage même avec Guy Williams en 1973 en Argentine pour participer à une œuvre de charité.
Il meurt d'un cancer de la gorge dans sa maison de Dallas au Texas le 6 octobre 1975, âgé de 57 ans.

## Filmographie
- 1956 : Crime Against Joe de Lee Sholem : Red Waller
- 1956 : The Broken Star (en) de Lesley Selander : Thornton W. Wills
- 1957 : The Yeomen of the Guard épisode Hallmark Hall of Fame : Wilfred Shadbolt
- 1957-1961 : Zorro : Sergent Demetrio Lopez Garcia
- 1960 : Le Clown et l'Enfant : Ben Cotter
- 1960-1961 :  Walt Disney's Wonderful World of Color quatre épisodes de Zorro : Sergent Garcia
- 1961 : Le Pays des jouets : Gonzorgo
- 1963 : The Dick Van Dyke Show épisode The Sam Pomerantz Scandals : Sam Pomerantz
- 1965 : La Nef des fous (Ship of Fools) de Stanley Kramer : Gregorio
- 1966 : Des agents très spéciaux épisode The Monks of St. Thomas Affair : Frère Pierre.
- 1966 : Annie, agent très spécial (The Girl from U.N.C.L.E.) épisode The Prisoner of Zalamar Affair : Sheikh Ali Hassen